# عبد العزيز الشمري (دبلوماسي)
عبد العزيز بن خالد الشمروخي الشمري هو دبلوماسي سعودي وضابط برتبة عميد، وسفير المملكة العربية السعودية الحالي في جمهورية العراق، منذ أن تم تعيينه خلفاً للسفير السعودي السابق ثامر السبهان في 14 تشرين الأول/أكتوبر 2016م.